# Pula Yi (jezik)
Pula Yi jezik (ISO 639-3: ypl; pula), nekad priznati individualni jezik iz Yunnana u Kini s 20 000 govornika (2002) u okruzima Honghe, Yuanyang, Yuanjiang, Gejiu, Shiping i Jianshui. Danas podijeljen na tri posebna jezika: phala ili crni phula [ypa], phola ili cvjetni phula [ypg] i alo phola ili pula, bola [ypo]
Svi ovi novopriznati jezici pripadaju sinotibetskoj porodici i jugoistočnoj ngwi podskupini.

## Vanjske poveznice
- Ethnologue (14th)
- Ethnologue (15th)